# Talmud

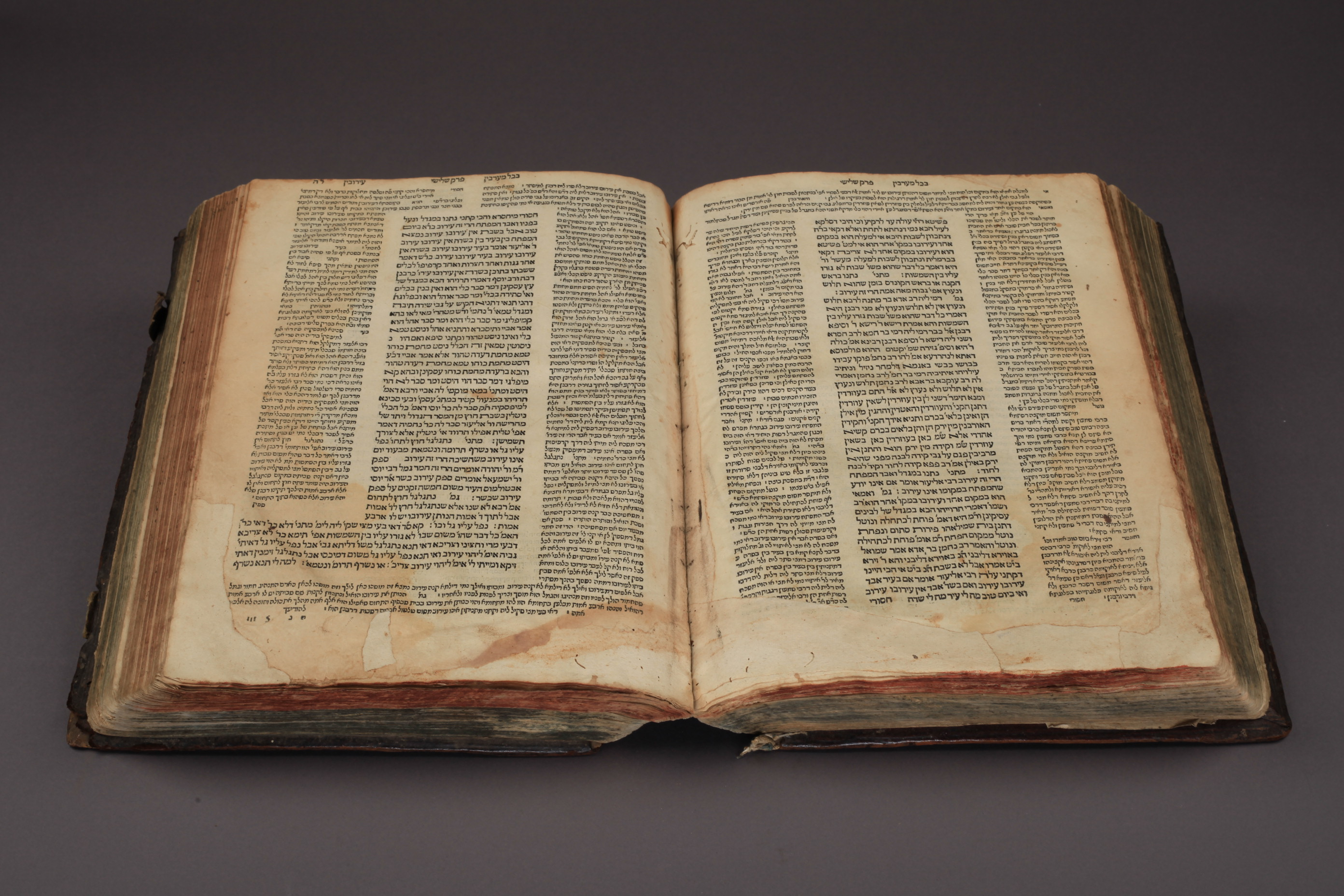
Cuốn Talmud trong một bảo tàng

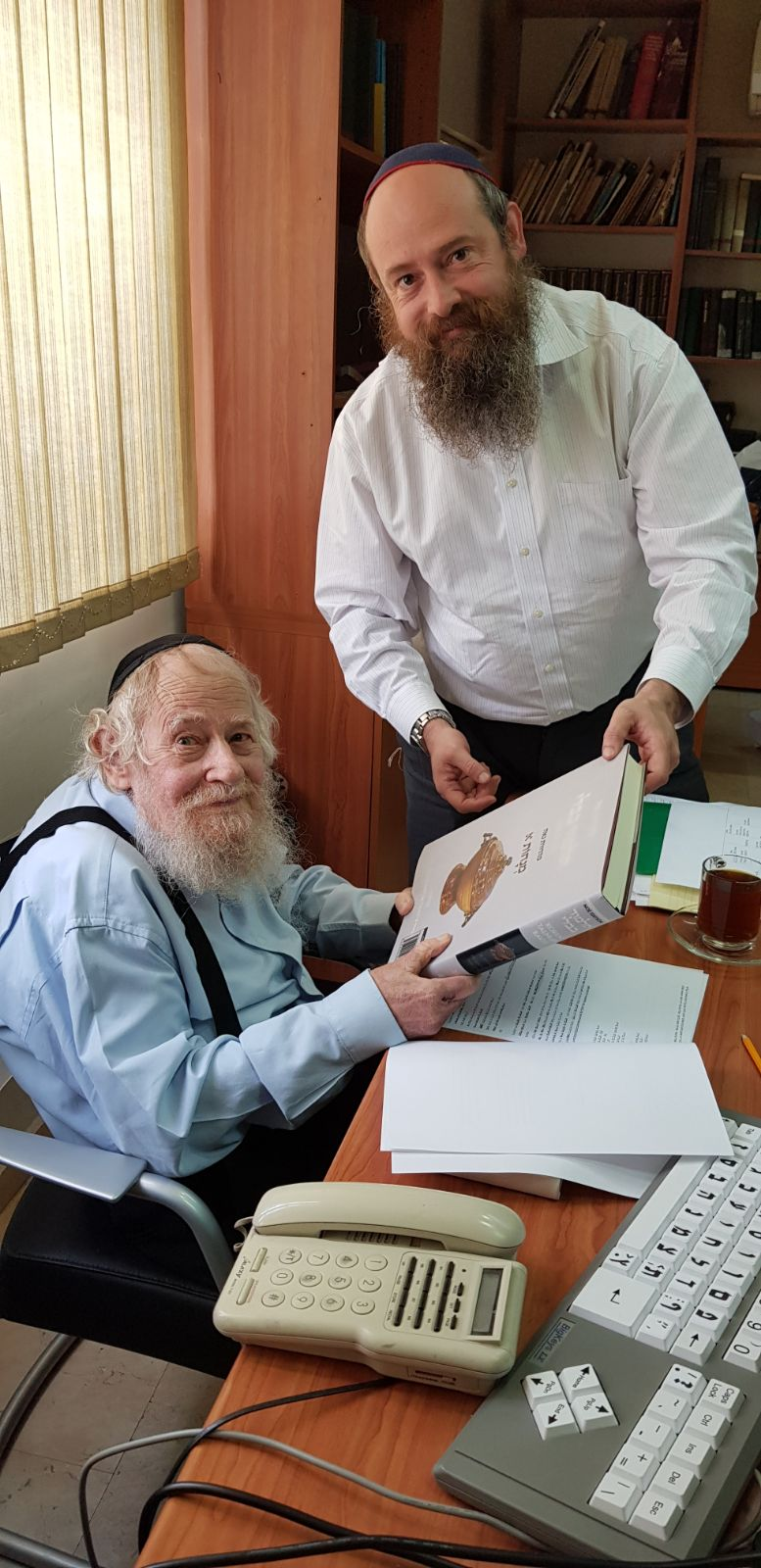
Các học giả Do Thái đang thảo luận về Talmud

Talmud (tiếng Do Thái: תַּלְמוּד Talmud nghĩa là "giảng dạy, học tập", hay " giảng dạy, nghiên cứu") là một văn bản tôn giáo của giáo sĩ Do Thái giáo (Rabbinic). Talmud cũng được gọi theo cách truyền thống là Shas (ש"ס), một từ viết tắt tiếng Do Thái của Shisha sedarim nghĩa là "sáu thứ bậc" của Do Thái giáo. Talmud có hai phần: Mishnah (tiếng Do Thái:. משנה, năm 200 sau công nguyên), bản tóm đầu tiên bằng văn bản của Luật truyền miệng của Do Thái giáo, và Gemara (năm 500 sau công nguyên), giải thích cho tác phẩm Mishnah và liên quan tới các bài viết Tannaitic mà thường xuyên đề cập tới các đối tượng khác và được giải nghĩa rộng rãi trong Kinh Thánh Do Thái. 
Thuật ngữ Talmud và Gemara thường được sử dụng thay thế cho nhau, mặc dù không được chính xác cho lắm. Toàn bộ kinh Talmud bao gồm 63 bài luận, trong bản in tiêu chuẩn dài hơn 6.200 trang. Talmud được viết bằng tiếng Tannaitic Do Thái và tiếng Aram (tiếng Sy-ri). Talmud bao gồm những ý kiến của hàng ngàn giáo sĩ Do Thái trong nhiều chủ đề, bao gồm cả pháp luật, đạo đức, triết học, phong tục, lịch sử, thần học, truyền thuyết và nhiều chủ đề khác. Talmud là cơ sở cho tất cả các bộ luật của luật giáo đoàn Do Thái giáo và được nhiều trích dẫn trong các tài liệu giáo đoàn khác.

## Một số câu trong Talmud
- "Trí tuệ còn hơn cả sức mạnh cơ bắp, nhưng trí tuệ của người nghèo thì bị coi thường, anh ta nói cũng chẳng ai nghe."
- "Một người hoặc một tập thể, nếu biết dựa vào sức mạnh của người khác thì sẽ nhanh chóng đạt được mục đích"